# Liste auf den Nördlichen Marianen vorhandener Dampflokomotiven
Dies ist eine Liste erhaltener Dampflokomotiven auf dem Gebiet der Nördlichen Marianen im Pazifischen Ozean.

## Schmalspurlokomotiven 760 mm
| Bild | Nummer oder Name | Bauart / Achsfolge | Hersteller | Fabrik-nr. | Baujahr | Historie | Eigentümer / Betreiber / Strecke | Standort | Bemerkungen |
| ---- | ---------------- | ------------------ | ---------- | ---------- | ------- | -------- | -------------------------------- | -------- | ----------- |
|      | ?                | B n2t              | O&K        | ?          | ?       |          | Sugar King Co.                   | Garapan  | [ 1 ]       |
|      | ?                | C n2t              | ?          | ?          | ?       |          |                                  | Rota     | [ 2 ]       |